# 惑星攻機隊りとるキャッツ
『惑星攻機隊りとるキャッツ』（わくせいこうきたいりとるキャッツ）は、1997年7月4日に日本電気ホームエレクトロニクスからPC-FX用ソフトとして発売された戦闘型育成シミュレーションゲームである。1998年6月25日にはファミリーソフトからPlayStation移植版が発売された。

## 登場キャラクター
リムリィ・アーシアン
声 - 丹下桜

ダイアナ・ラウド
声 - 冬馬由美

ジョディ・マグネット・タグ
声 - 中山真奈美

ミサト・シモン
声 - 笠原留美

クレア・リヒトー
声 - 井上喜久子

ネロゥマ・A・ディザドーラ
声 - 新山志保

キャプテン
声 - 井上真樹夫

トニィ
声 - 緑川光

リーゲン
声 - 大林隆之介

軍医
声 - 野田順子

軍曹
声 - 神谷浩史

伍長
声 - 中井和哉

整備技師長
声 - 永田一朗

- ナレーター：井上喜久子
- その他の声の出演：西沢広香、永瀬いくみ

## 主題歌
作詞：草未昭摩夫、作曲：TOYO・草薙
- オープニング「見つめたくて」（歌：中山真奈美）
- エンディング「猫でいいでしょ」（歌：中山真奈美）
- 挿入歌「合体！ウェアタイガー」（歌：緑川光）

## スタッフ
アニメーション・スタッフ
- キャラクターデザイン：石田敦子
- メカニックデザイン：大倉雅彦
- 絵コンテ：小枝マリ
- 演出：津田義三
- オープニング総作監：石田敦子
- 作画監督：山根理宏、平山円、堀井久美
- 原画：J.C.F
- 動画：J.C.F、ムッシュ・オニオンプロダクション
- 動画チェック：ゆめ太カンパニー
- 仕上：スタジオキャッツ
- 色指定：平岡れい子
- 彩色：スタジオ・キャッツ
- 背景：スタジオ・ローク、川井憲
- デジタルスキャン：［メディアビジョン］（中島晴海、戸塚美由紀）
- デジタル彩色：［メディアビジョン］（川端奈央、猪俣綾子、宮川奈々、館川由香里、島田浩子、下崎昭、谷川良二）
- デジタルディレクター／特殊効果：斉藤恵
- デジタル進行：関口恵理
- 撮影：スタジオ・コスモス
- 制作担当：福田紀夫
- 制作進行：岡村としかず
- サウンド：TOYO・草薙
- 効果音：スタジオMUSE、小川輝
- 音楽編集：MDスタジオ、前田之治
- 映像編集：ビデオ工房
- アニメーション製作：（株）メディアビジョン

ゲームスタッフ
- 企画・原案：金澤幸太郎、草未昭摩夫
- 進行：金澤幸太郎、橋本佳典、中森正勝
- シナリオ：草未昭摩夫
- プログラム：峰不二夫
- サブプログラム：中森正勝、金澤幸太郎、中山仁
- 原画：原田留奈子、岩本さやか、飯田隆
- チーフグラフィック：横谷真理
- グラフィック：矢口容子、細野峰雄
- 背景：［スタジオじゃっく］（高橋和博、高尾克己）
- サウンド：TOYO・草薙、富田美智子
- サウンド編集：佐々木和人
- ソフトウェア・マニュアル：甲斐史子
- スペシャルサンクス：渡辺寛太、國分正行、我妻毅彦、藤崎豊、長久勝、佐々木和人、寺林潤
- エグゼクティブプロデューサー：宮川総一郎
- 協力：FMサウンズ、（株）青二プロダクション、（株）フィルインカフェ、CoCoスタジオ、タバック、バズーカスタジオ
- 企画・発売：(C) NECホームエレクトロニクス、（株）ファミリーソフト
- 開発：（有）ピクセルアート

## 音楽CD
- 「惑星攻機隊りとるキャッツ」オリジナルサウンドトラック（ワンダースピリッツ、1998年8月19日発売）WSCA-00018

| 全作詞: 草未昭摩夫、全作曲: TOYO・草薙、富田美智子。 |                                                     |            |                        |      |
| #                                                    | タイトル                                            | 作詞       | 作曲・編曲             | 時間 |
| 1.                                                   | 「RING OF MARS」                                    | 草未昭摩夫 | TOYO・草薙、富田美智子 | 1:02 |
| 2.                                                   | 「オープニングテーマ「見つめたくて」」              | 草未昭摩夫 | TOYO・草薙、富田美智子 | 3:28 |
| 3.                                                   | 「JOG JOY」                                         | 草未昭摩夫 | TOYO・草薙、富田美智子 | 1:20 |
| 4.                                                   | 「リムリィのテーマ」                                | 草未昭摩夫 | TOYO・草薙、富田美智子 | 1:45 |
| 5.                                                   | 「IT'S SUNNYDAY AFTER」                             | 草未昭摩夫 | TOYO・草薙、富田美智子 | 1:26 |
| 6.                                                   | 「ダイアナのテーマ」                                | 草未昭摩夫 | TOYO・草薙、富田美智子 | 1:38 |
| 7.                                                   | 「CATS TALE」                                       | 草未昭摩夫 | TOYO・草薙、富田美智子 | 2:14 |
| 8.                                                   | 「ジョディのテーマ」                                | 草未昭摩夫 | TOYO・草薙、富田美智子 | 1:50 |
| 9.                                                   | 「DANGER ZONE」                                     | 草未昭摩夫 | TOYO・草薙、富田美智子 | 1:31 |
| 10.                                                  | 「ミサトのテーマ」                                  | 草未昭摩夫 | TOYO・草薙、富田美智子 | 1:33 |
| 11.                                                  | 「DARKNESS」                                        | 草未昭摩夫 | TOYO・草薙、富田美智子 | 1:34 |
| 12.                                                  | 「NAIROM」                                          | 草未昭摩夫 | TOYO・草薙、富田美智子 | 2:26 |
| 13.                                                  | 「FACTORY」                                         | 草未昭摩夫 | TOYO・草薙、富田美智子 | 1:15 |
| 14.                                                  | 「宇宙海賊」                                        | 草未昭摩夫 | TOYO・草薙、富田美智子 | 1:48 |
| 15.                                                  | 「挿入歌「合体！ウェアタイガー」」                  | 草未昭摩夫 | TOYO・草薙、富田美智子 | 2:08 |
| 16.                                                  | 「必殺！タイガーストーム！」                        | 草未昭摩夫 | TOYO・草薙、富田美智子 | 0:41 |
| 17.                                                  | 「キャプテン・アロウ」                              | 草未昭摩夫 | TOYO・草薙、富田美智子 | 5:02 |
| 18.                                                  | 「エンディングテーマ「猫でいいでしょ」」            | 草未昭摩夫 | TOYO・草薙、富田美智子 | 3:10 |
| 19.                                                  | 「オープニングテーマ「見つめたくて」 (カラオケ)」   | 草未昭摩夫 | TOYO・草薙、富田美智子 | 3:29 |
| 20.                                                  | 「挿入歌「合体！ウェアタイガー」 (カラオケ)」       | 草未昭摩夫 | TOYO・草薙、富田美智子 | 2:08 |
| 21.                                                  | 「エンディングテーマ「猫でいいでしょ」 (カラオケ)」 | 草未昭摩夫 | TOYO・草薙、富田美智子 | 3:05 |
| 合計時間:                                            | 合計時間:                                           | 44:33      |                        |      |